# Tadeusz Chmielewski (nauczyciel)
Tadeusz Chmielewski (ur. 4 września 1906 w Sanoku, zm. 8 września 1990) – polski nauczyciel.

## Życiorys
Urodził się 4 września 1906 w Sanoku, w rodzinie Władysława (1860–1918), urzędnika bankowego, i Teresy z Ostapowiczów (1865–1947). Miał siostrę Wandę Zofię (1901–1980), pielęgniarkę, żołnierza wywiadu AK, i brata Romana (1903–1908). W Sanoku rodzina Chmielewskich zamieszkiwała przy ulicy Rymanowskiej (w 1918 pod numerem 199, później numer 1). 
Kształcił się w Państwowym Gimnazjum im. Królowej Zofii w Sanoku, w którym w 1923 ukończył VII klasę, w 1924 klasę VIII, a w roku szkolnym 1924/1925 zdał egzamin dojrzałości. Po maturze podjął studia uniwersyteckie. Będąc studentem historii na Wydziale Humanistycznym Uniwersytetu Jana Kazimierza we Lwowie działał w Akademickim Kole Sanoczan oraz sympatyzował z PPS i uczestniczył w spotkaniach z działaczem tej partii, Franciszkiem Dederko w Sanoku. Uzyskał tytuł magistra.
W latach II Rzeczypospolitej 1939 pracował jako nauczyciel w Rybniku. Zaangażował się w harcerstwo, od 1930 do 1935 był drużynowym DS przy Węźle Kolejowym w Rybniku, a od 1935 do 1939 drużynowym DS w Gimnazjum Klasycznym w Rybniku. Przed wojną był nauczycielem-historykiem w Państwowym Liceum i Gimnazjum w Cieszynie. W planach Głównej Kwatery ZHP sprzed 1939 miał wyjechać do pracy harcerskiej w gronie Polonii Amerykańskiej w 1940, czemu przeszkodził wybuch II wojny światowej.
Po nastaniu okupacji niemieckiej powrócił do Sanoka i zamieszkiwał w domu rodzinnym z matką i siostrami. W grudniu 1939 dokonał zabezpieczenia zbiorów biblioteki nauczycielskiej w Sanoku, część z nich deponując u siebie w mieszkaniu. Od stycznia 1940 współpracował z inż. Stanisławem Szczepańcem i Józefem Recem w zakresie organizacji planów przerzutowych ludzi przez zieloną granicę na Węgry (obaj ww. zostali aresztowani w tym roku). Wiosną 1941 roku był przez pewien czas zatrudniony w Radzie Głównej Opiekuńczej w Sanoku. W kwietniu 1941 otrzymał od władz okupacyjnych zezwolenie na opracowanie monografii historycznej pt. Sanok w świetle XVIII, XIX i XX wieku i w tym celu otrzymał zgodę na wstęp do budynków i archiwum. W tym okresie współorganizował spółdzielnię „Podhalanka”.
Pozostając bez pracy w maju 1941 przyjął propozycję zatrudnienia w charakterze sprzedawcy w sklepie galanteryjno-tekstylnym, prowadzonym przez swojego kolegę szkolnego z przeszłości, mającego obywatelstwo niemieckie Zdzisława Robla. Na przełomie 1940/1941 przystąpił do tajnego nauczania, zachęcony do tego przez swojego znajomego z Jaćmierza. Działał w Tajnej Organizacji Nauczycielskiej i w ramach Związku Walki Zbrojnej–Armii Krajowej. W konspiracji przyjął pseudonim „Dzik”. Używał też fałszywych tożsamości: „Tadeusz Smoleń” (ur. 1899), „Jan Orszański”, „Jacek Woliński”. W miejscu jego pracy sklepowej istniała konspiracyjna skrzynka kontaktowa (w działalność podziemną była zaangażowana żona właściciela sklepu, Ida). Wiedzą zdobytą w charakterze sprzedawcy wykorzystywał w działalności konspiracyjnej, m.in. przy identyfikacji funkcjonariuszy i żołnierzy niemieckich oraz do rozpracowywania konfidentów. Znając język niemiecki oraz uwarunkowania z obszaru śląsko-opolskiego w 1941 uczestniczył w realizacji akcji „N”, działając również w miejscu swojej pracy. Wszedł w skład placówki I w strukturze obwodu AK Sanok. Około 1942/1943 był przydzielony do działu BiP (obwodu AK Sanok) kierowanego przez Jana Radożyckiego ps. „Owczarek”. Kierował działem niemieckim w BiP. W AK kierował samodzielnym referatem propagandowo-informacyjnym w Sanoku. W marcu 1944 został mianowany przez komendanta obwodu „San”, Adama Winogrodzkiego ps. „Korwin” samodzielnym oficerem kontrwywiadu działu niemieckiego. Został mianowany sierżantem rezerwy z cenzusem, a następnie oficerem czasu wojny (w późniejszym czasie określono go jako porucznika AK). W swojej działalności współpracował ściśle m.in. z Władysławem Skałkowskim ps. „Dąb”, który w maju 1944 uprzedził go o rozpracowaniu jego osoby przez gestapo, w związku z czym natychmiast musiał opuścić miejsce zamieszkania.
W sferze oświatowej decyzją delegata Biura Okręgowego w Krakowie (oświatowych władz podziemnych), Karola Ziarno ps. „Sikora” został mianowany członkiem Powiatowej Tajnej Komisji Oświaty i Kultury (według różnych wersji powołanej w 1941 lub 1941), obejmując funkcję referenta do spraw szkolnictwa średniego i walki cywilnej pod pseudonimem „Dzik” (prócz niego powołani zostali jako przewodnicząca Zofia Skołozdro ps. „Orlińska” i jako jej zastępca Józef Stachowicz ps. „Halban”). W składzie tego trzyosobowego gremium uczestniczył w kształtowaniu konspiracyjnego życia oświatowego na obszarze powiatu sanockiego, a w ramach działalności tejże powołano Państwową Komisję Egzaminacyjną (PKE) dla szkół średnich, której został członkiem. Z ramienia PKOiK był opiekunem gminnych komisji egzaminacyjnych, powołując komisje w Bukowsku, Mrzygłodzie, Zagórzu (poza Rymanowem i Zarszynem). PKE przeprowadziła ona łącznie 519 egzaminów (w tym małej i dużej matury). Działała do końca okupacji niemieckiej w Sanoku i nadejścia frontu wschodniego. Po wkroczeniu Armii Czerwonej Chmielewski (początek sierpnia 1944) dokonał ujawnienia funkcjonowania konspiracyjnego szkolnictwa. Wraz z Władysławem Haduchem i Andrzejem Szczudlikiem udał się do zainstalowanych w Sanoku władz radzieckich celem ustanowienia polskiej administracji.
Po wojnie trafił na Ziemie Odzyskane. Około 1946 był dyrektorem Szkoły Przysposobienia Spółdzielczego w Sławęcicach. Od 1946 do 1971 uczył geografii i historii w szkole w Sławęcicach (początkowo Młodzieżowy Ośrodek Szkoleniowego, potem szkoła chemiczna, Technikum Chemiczne). W 1950 został kierownikiem wydziału stolarskiego w powołanym wtedy Gimnazjum Chemicznym i Liceum Chemicznym oraz Gimnazjum Mechanicznym, a od 1957 był jednym z zastępców dyrektora Technikum Chemicznego i Zasadniczej Szkoły Zawodowej (obecnie Zespół Szkół nr 3 w Kędzierzynie-Koźlu). Został określony jednym z pionierów szkolnictwa na Opolszczyźnie. Od 1946 do 1948 był opiekunem DS w Młodzieżowym Ośrodku Szkoleniowym w Sławięcicach. Był opiekunem, szczepowym, a od 1957 do 1972 komendantem XXII Szczepu Starszoharcerskiego im. Bohaterów Warszawy przy Zespole Szkół Chemicznych. Był członkiem Komisji Historycznej Hufca. Otrzymał stopień harcmistrza Polski Ludowej oraz tytuł instruktora – seniora ZHP.
W księdze pamiątkowej sanockiego gimnazjum z 1958 opublikowano jego cztery artykuły, w tym wspomnienie prof. Władysława Dajewskiego. W „Roczniku Sanockim” z 1988 wydano jego biogramy opisujące Andrzeja Szczudlika i Włodzimierza Bańkowskiego.
Zmarł 8 września 1990.

## Publikacje
- Artykuły w Księdze pamiątkowej Gimnazjum Męskiego w Sanoku 1888–1958 (1958):
  - Inżynier Józef Bryndza Brynikowski[63]
  - Mistrz tańców Witkaj[64]
  - Arbiter elegentiarum[14]
  - Studenckie figle[65]
- Bunkier X zamilkł [w:] „Nowiny” nr 182/1971[66]
- Wrześniowy bój [w:] „Nowiny” nr 245/1971[67]
- Pamięci kolegów – przyjaciół i towarzyszy partyjnych [w:] Księga pamiątkowa obchodów 100-lecia Gimnazjum oraz I Liceum Ogólnokształcącego w Sanoku, 1980[68]
- Tamte złe dni [w:] „Podkarpacie” nr 15/1986[69]
- Złoty wiek sanockiego gimnazjum [w:] „Podkarpacie” nr 34/1986[70][71]
- Artykuły w „Roczniku Sanockim” tom VI/1988:
  - Andrzej Szczudlik – robotnik i działacz (1900–1971) [w:] „Rocznik Sanocki” Tom VI/1988[72]
  - Włodzimierz Bańkowski – zasłużony pedagog sanockiego gimnazjum [w:] „Rocznik Sanocki” Tom VI/1988[73][74]
- Tajna Powiatowa Komisja Oświaty i Kultury w Sanoku (rękopis)[41]
- Relacja [w:] Wspomnienia i relacje żołnierzy Sanockiego Obwodu Związku Walki Zbrojnej – Armii Krajowej 1939–1944, 2012[75]

## Ordery i odznaczenia
- Krzyż Kawalerski Orderu Odrodzenia Polski[19]
- Złoty Krzyż Zasługi[19]
- Krzyż Partyzancki[19]
- Krzyż Armii Krajowej[19]
- Złoty Krzyż „Za Zasługi dla ZHP”[19]
- Odznaka „Zasłużonemu Opolszczyźnie”[19]